# Фундопликация по Ниссену
Фундопликация по Ниссену (англ. Nissen fundoplication) — хирургическая операция для лечения гастро-эзофагеальной рефлюксной болезни (обратный заброс содержимого из желудка в пищевод) и грыжи пищевода. Метод заключается в оборачивании дна желудка вокруг пищевода для создания манжета, препятствующего забросу содержимого желудка обратно в пищевод.

## История
Доктор Рудольф Ниссен (1896—1981) впервые выполнил эту процедуру в 1955 году и опубликовал результаты в Швейцарском медицинском еженедельнике 1956 года. В 1961 году он опубликовал более подробный обзор процедуры. Первоначально Ниссен назвал операцию «гастропликацией». Процедура носит его имя, она получила популярность в 1970-х годах.

## Цель операции
Целью операции является устранение проблемы заброса содержимого желудка обратно в пищевод, вследствие неправильного функционирования пищевого сфинктера — клапана, находящегося между желудком и пищеводом. Эта проблема довольно часто встречается и имеет ряд причин: врожденная слабость соединительной ткани, грыжа пищеводного отверстия диафрагмы, повышенное внутрибрюшное давление, расслабление мышц пищеводного сфинктера под действием некоторых веществ и других причин. В ходе операции повышается давление в нижнем пищеводном сфинктере, что и приводит к предотвращению рефлюкса.

## Технология
При фундопликации дно желудка (верхняя часть желудка) оборачивается или складывается вокруг нижнего конца пищевода и сшивается на месте, усиливая функцию закрытия нижнего пищеводного сфинктера. Пищеводное отверстие также сужают швами, чтобы предотвратить сопутствующую хиатальную грыжу. Хирург должен начать с перевязки и деления коротких желудочных артерий.
При фундопликации Ниссена, также называемой полной фундопликацией, дно желудка оборачивается на все 360° вокруг пищевода. Напротив, операция по ахалазии, как правило, сопровождается частичной фундопликацией по Дору или по Тупе, что менее эффективно, чем обертывание Ниссена, что усугубит дисфагию, которая характеризует ахалазию. При фундопликации по Дору (передней) дно желудка накладывается поверх пищевода, в то время как при фундопликации по Тупе (задней) дно обернуто вокруг задней части пищевода.
Процедура может выполняться открытым способом, обычно выполняется лапароскопически.

### Показания к операции
Показаний к данной операции немного, однако фундопликация решает ряд проблем, с которыми консервативное лечение не справляется.
1. Доказанность проблемы инструментальными методами ГЭРБ.
2. Неэффективность ингибиторов протонной помпы, при длительном применении.
3. Рецидивы эрозивного эзофагита.
4. Лечение грыжи пищеводного отверстия диафрагмы (ГПОД), большие размеры и угроза сдавливания органов средостения.
5. Метаплазия пищеводного эпителия — пищевод Баррета.
6. Анемия вследствие микрокровотечений из эрозий или грыжевого мешка.

Перед операцией специалисты должны исключить все схожие заболевания с желудочно-пищеводным рефлюксом, вызывающие аналогичные симптомы, убедиться в отсутствии нейромышечного заболевания пищевода и кардии. Назначают исследование функции пищевода, включая рентген верхних отделов желудочно-кишечного тракта, манометрию пищевода, эзофагогастродуоденоскопию, суточное рН-мониторирование (импеданс-мониторирование).

### Противопоказания
Как и любое хирургическое вмешательство, фундопликация может вызывать ряд осложнений. Специалисты рекомендуют отказаться от вмешательства в случае:
- преклонного возраста пациента
- эффективности ингибиторов протонной помпы
- декомпресированных патологий почек и печени, сердца
- острых инфекционных заболеваний
- сахарного диабета в тяжелой форме
- нейромышечной патологии пищевода, по причине которой произошло развитие ГЭРБ.

## Эффективность
Фундопликация по Ниссену (полная) считается безопасной и эффективной (85—90 %), рецидив возможен — 10—15 %, при этом уровень смертности составляет менее 1 %, а многие из наиболее распространенных послеоперационных осложнений сводятся к минимуму или устраняются частичными процедурами фундопликации, которые в настоящее время используются все чаще. Исследования показали, что после 10 лет 89,5 % пациентов по-прежнему не имеют симптомов. Для полного выздоровления необходимо соблюдать режим питания и рекомендации врача.

### Осложнения
Осложнения включают: «синдром газообразования», вследствие образования барьера для любого типа движения содержимого желудка в обратном направлении, так же невозможности отрыжки и рвоты, дисфагию (проблемы с глотанием), эта проблема является временной и исчезает через 3—6 месяцев, демпинг-синдром, чрезмерное рубцевание, повреждение блуждающего нерва и, редко, ахалазию. Фундопликация также может со временем исчезнуть примерно в 5—10 % случаев, что приводит к рецидиву симптомов. Если симптомы требуют повторной операции, хирург может использовать Marlex или другую форму искусственной сетки для усиления эффекта операции.
Возможен послеоперационный синдром раздраженного кишечника, который длится примерно две недели.